# بيتر رايت (لاعب دارت)
بيتر رايت (بالإنجليزية: Peter Wright)‏ هو لاعب دارت بريطاني، ولد في 10 مارس 1970 في ليفينغستون في المملكة المتحدة.

## وصلات خارجية
- بيتر رايت على موقع DartsDatabase.co.uk (الإنجليزية)